# Udo Kindermann
Udo Kindermann (* 19. Juli 1941 in Breslau) ist ein deutscher Mittellateinischer Philologe.

## Leben
Kindermann legte am Humanistischen Gymnasium Fürth 1961 das Abitur ab. 1961 bis 1966 studierte er an der Universität Erlangen-Nürnberg Latein und Englisch und legte 1966 das Staatsexamen für das Lehramt an Gymnasien in Bayern ab; 1964 bis 1968 studierte er als Stipendiat des Cusanuswerks bei Franz Brunhölzl und Paul Klopsch Lateinische Philologie des Mittelalters (abgeschlossen 1969 mit einer Promotion zum Dr. phil.). Es folgte in den Jahren 1967 bis 1991 eine Tätigkeit an der Universität Erlangen-Nürnberg als Wissenschaftlicher Assistent, später als Akademischer Direktor. 1974 wurde er für Lateinische Philologie des Mittelalters habilitiert, 1975 zum Privatdozenten und 1982 zum Außerplanmäßigen Professor ernannt. 1991 erfolgte seine Berufung zum Ordentlichen Professor der Lateinischen Philologie des Mittelalters an der Universität zu Köln, wo er von 1991 bis 2006 als Vorstand der Mittellateinischen Abteilung des Instituts für Altertumskunde das Fach in Forschung und Lehre vertrat. 2006 wurde er emeritiert.

## Arbeitsschwerpunkte
Kindermann beschäftigt sich mit der mittellateinischen Literatur in ihrer ganzen Breite, vorzugsweise mit Dichtung und dies vorzugsweise unter literarischen Gesichtspunkten. Zu den von ihm besonders behandelten Autoren gehören Laurentius von Durham und Gregor von Montesacro, der Satiriker Wilchard von Lyon und der dichtende König Chilperich I. Außerdem hat er den Bericht des Daniel Papebroch über seine Bibliotheksreise im Jahre 1660 erstmals herausgegeben.

## Veröffentlichungen (Auswahl)
- Laurentius von Durham, Consolatio de morte amici. Untersuchungen und kritischer Text. Dissertation Erlangen 1969.
- Satyra. Die Theorie der Satire im Mittellateinischen. Vorstudie zu einer Gattungsgeschichte. Nürnberg 1978.
- Zwischen Epos und Drama: Ein unbekannter Streit der Töchter Gottes. Erstedition eines lateinischen Gedichts aus dem 13. Jahrhundert. Erlangen 1987.
- als Hrsg. mit Wolfgang Maaz und Fritz Wagner: Festschrift für Paul Klopsch zum 65. Geburtstag (= Göppinger Arbeiten zur Germanistik. Band 492). Kümmerle Verlag, Göppingen 1988, ISBN 3-87452-728-X.
- Der Dichter vom Heiligen Berge. Eine Einführung in das Werk des mittellateinischen Autors Gregor von Montesacro, mit Ersteditionen und Untersuchungen. Nürnberg 1989.
- Flores Psalmorum. A Hitherto Unknown Jesu-Psalter by the 13th-Century Latin Author Gregory of Montesacro. Concord, New Hampshire 1990.
- Einführung in die lateinische Literatur des mittelalterlichen Europa. Turnhout 1998.
- Kunstdenkmäler zwischen Antwerpen und Trient: Beschreibungen und Bewertungen des Jesuiten Daniel Papebroch aus dem Jahre 1660. Erstedition, Übersetzung und Kommentar. Köln 2002.
- Soll man um Tote trauern? Eine Antwort aus dem Jahre 1141 in der Consolatio des Laurentius von Durham, Edition und Übersetzung. Erlangen 2010.
- Satiren des Mittelalters. Lateinisch und deutsch. Darmstadt 2013.
- Kunstdenkmäler im Veneto: Beschreibungen und Bewertungen des Jesuiten Daniel Papebroch aus dem Jahre 1660. Erstedition, Übersetzung und Kommentar. Köln 2016.